# Michigan Stars Football Club
Michigan Stars Football Club é uma agremiação esportiva da cidade de Detroit, Michigan.  Disputava a National Premier Soccer League.

## História
Fundado em 1982 como FC Sparta Michigan, o Michigan Stars se juntou a National Premier Soccer League em 2013, quando foi comprado pela Dearborn Sports Enterprise.
O clube fechou as portas em 2 de janeiro de 2018. Porém retornou em 2019.

## Estatísticas

### Participações
|  | Participações em 2020 |

| Competição     | Competição               | Temporadas | Melhor campanha  | Estreia | Última | P | R |
| Estados Unidos | Lamar Hunt U.S. Open Cup | 1          | Estreante (2020) | 2020    | 2020   |   | – |